# Menno Booij
Menno Booij (Zaanstad, 16 januari 1975) is een voormalig Nederlands hockeyer.
Booij is de oudere broer van oud-damesinternational en goudenmedaillewinnares Minke Booij. Hij maakte zijn debuut voor de Nederlandse hockeyploeg op 11 oktober 2001 in een oefeninterland tegen België (5-0 winst). Op 1 mei 2003 speelde de verdediger zijn laatste interland tegen Duitsland (1-2 verlies). In totaal speelde Booij 42 interlands (1 doelpunt) voor Nederland. Hij nam onder meer deel aan de Champions Trophy van 2001 en 2002 en de WK in 2002.
Hij speelde in clubverband bij Pinoké en later bij HC Bloemendaal. Hier werd hij driemaal landskampioen in 1999, 2000 en 2002. Medio 2005 ging Booij spelen in het tweede van Bloemendaal.